# 森川金寿
森川 金寿（森川 金壽、もりかわ きんじゅ、1913年4月19日 - 2006年10月16日）は、日本の弁護士。

## 略歴
高知県出身。東京帝国大学法学部卒。1936年弁護士開業。海野普吉を助け、1947年自由人権協会の事務局長となり、のち代表理事。1967年ベトナムにおけるアメリカの戦争犯罪を裁く国際法廷（ラッセル法廷）の構成員となる。
1972年7月8日には、福島要一（日本学術会議会員）、平野義太郎（日本平和委員会会長）らとともに「インドシナにおけるニクソンの戦争犯罪、日本政府・財界の共犯を告発する東京集会」を神田の学士会館で開催。当時、強化されつつあったベトナム北爆に抗議した。
家永教科書裁判、横田基地騒音訴訟、横浜事件再審訴訟の弁護団長を務めた。

## 著書
- 『ヴェトナム戦争と国際法 ジュネーヴ協定と国際法の侵犯者はだれか』法曹公論社、1965
- 『ベトナムにおけるアメリカ戦争犯罪の記録』三一書房 1977
- 『昭和人権史への証言』時事通信社 1980
- 『教科書と裁判』1990 岩波新書
- 『権力に対する抵抗の記録』森川金壽 創史社 2001

### 共編著
- 『人権の法律相談』海野普吉共著 日本評論新社 1953
- 『都留文科大学事件の記録』遠山茂樹共編 盛田書店 1969
- 『細川嘉六獄中調書 横浜事件の証言』編著 不二出版 1989